# Engelomyia ajax
Engelomyia ajax là một loài ruồi trong họ Tachinidae.